# Lingle
Lingle és una població dels Estats Units a l'estat de Wyoming. Segons el cens del 2000 tenia 510 habitants.

## Demografia
Segons el cens del 2000, Lingle tenia 510 habitants, 210 habitatges, i 140 famílies. La densitat de població era de 635,2 habitants/km².
Dels 210 habitatges en un 28,1% hi vivien nens de menys de 18 anys, en un 57,6% hi vivien parelles casades, en un 6,2% dones solteres, i en un 32,9% no eren unitats familiars. En el 28,6% dels habitatges hi vivien persones soles l'11,4% de les quals corresponia a persones de 65 anys o més que vivien soles. El nombre mitjà de persones vivint en cada habitatge era de 2,43 i el nombre mitjà de persones que vivien en cada família era de 2,98.
Per edats la població es repartia de la següent manera: un 26,7% tenia menys de 18 anys, un 6,1% entre 18 i 24, un 26,1% entre 25 i 44, un 24,3% de 45 a 60 i un 16,9% 65 anys o més.
L'edat mediana era de 40 anys. Per cada 100 dones de 18 o més anys hi havia 98,9 homes.
La renda mediana per habitatge era de 33.235 $ i la renda mediana per família de 38.036 $. Els homes tenien una renda mediana de 30.313 $ mentre que les dones 22.500 $. La renda per capita de la població era de 16.559 $. Entorn del 4% de les famílies i el 9,4% de la població estaven per davall del llindar de pobresa.

## Poblacions més properes
El següent diagrama mostra les poblacions més properes.